# Die Höchste Eisenbahn
Die Höchste Eisenbahn ist eine 2011 gegründete deutsche Band aus Berlin, die aus den beiden Singer-Songwritern Francesco Wilking und Moritz Krämer sowie Max Schröder und Felix Weigt besteht.

## Geschichte
Die beiden Singer-Songwriter Francesco Wilking – Sänger der Band Tele – und Moritz Krämer hatten zunächst einen gemeinsamen Auftritt in Dresden beim Sound of Bronkow Festival. Es folgten weitere Auftritte und so entstand 2011 ein gemeinsames Band-Projekt, dem Wilking den Namen Die Höchste Eisenbahn gab, weil ihm das Bild einer „auf Stelzen fahrende[n] Eisenbahn“ so gut gefiel.
Bei ersten Auftritten wurden Wilking und Krämer teilweise von Gisbert zu Knyphausen und Judith Holofernes, Sängerin der Band Wir sind Helden, unterstützt. Bei einer späteren Tour im Herbst 2012 und auch bei den Aufnahmen zur ersten EP stießen die beiden Musiker Max Schröder (Tomte, Olli Schulz und der Hund Marie) und Felix Weigt (Kid Kopphausen, Spaceman Spiff) zur Band. Die EP Unzufrieden erschien am 14. September 2012 bei Tapete Records, darauf sind auch Holofernes (im Lied Vergangenheit) und zu Knyphausen (Der Himmel ist Blau) mit Gesangsparts vertreten.

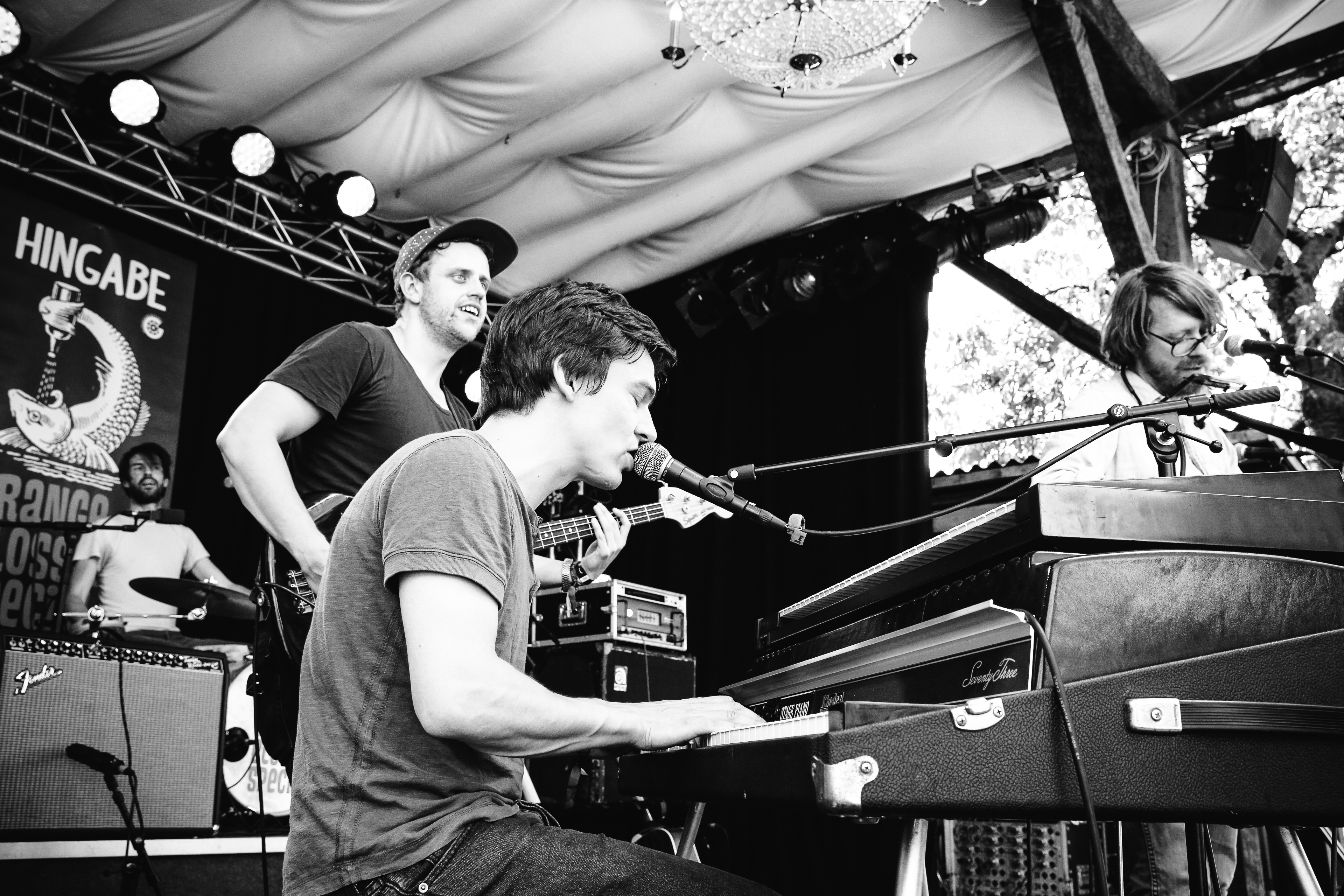

Das Debütalbum Schau in den Lauf, Hase erschien am 8. November 2013. 2015 begann die Band zu viert mit der Arbeit am zweiten Album. Dieses erschien am 26. August 2016 unter dem Titel Wer bringt mich jetzt zu den Anderen. Drei Jahre später, am 16. August 2019, veröffentlichte die Band ihr drittes Album Ich glaub dir alles, das auf Platz 17 der deutschen Album-Charts einstieg.
Die Höchste Eisenbahn trat vor 80.000 Leuten auf dem Lollapalooza Festival zusammen mit AnnenMayKantereit mit einer Conversion von Nina Hagens „Du hast den Farbfilm vergessen“ auf.

## Besetzung

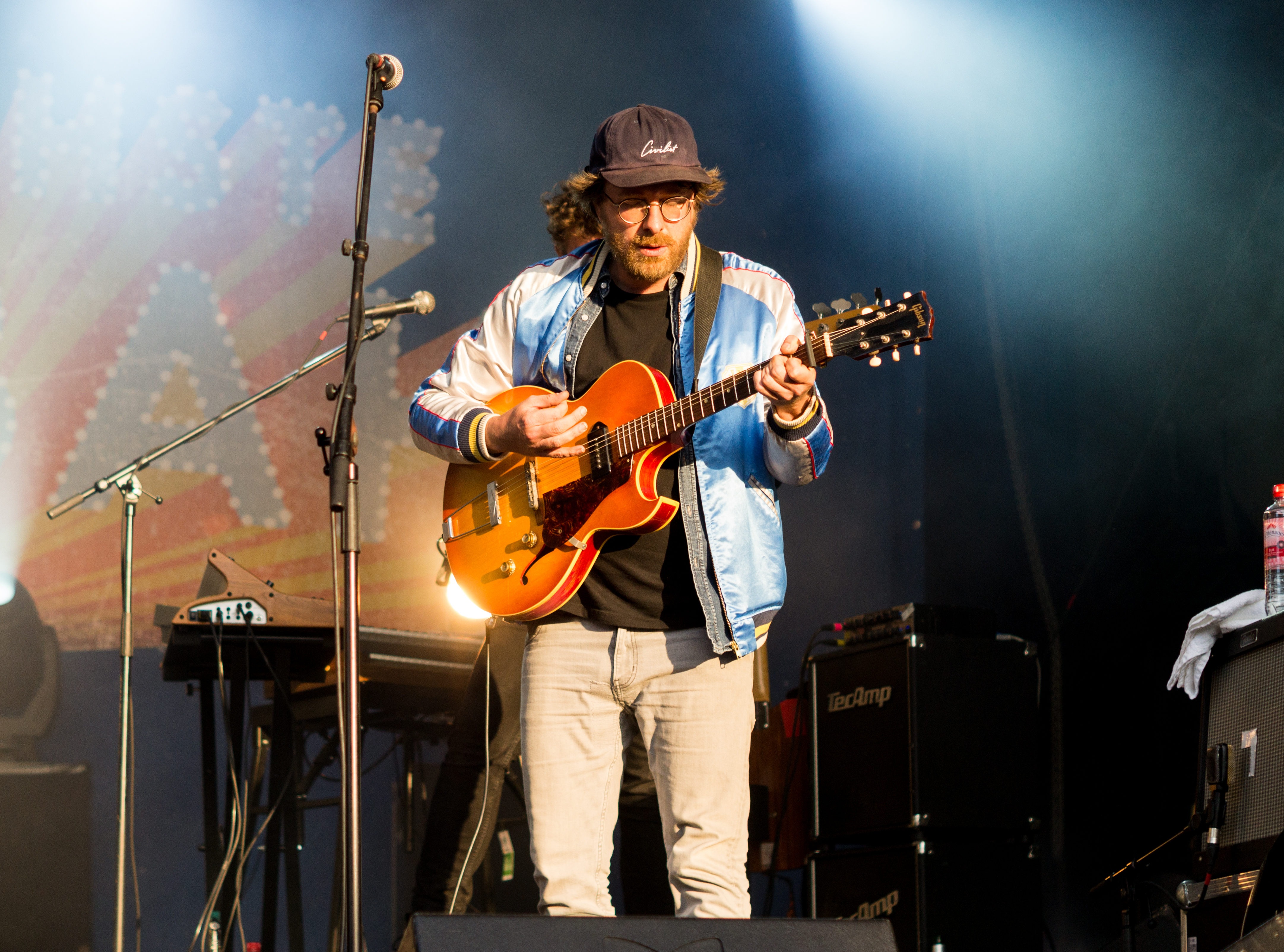
Francesco Wilking
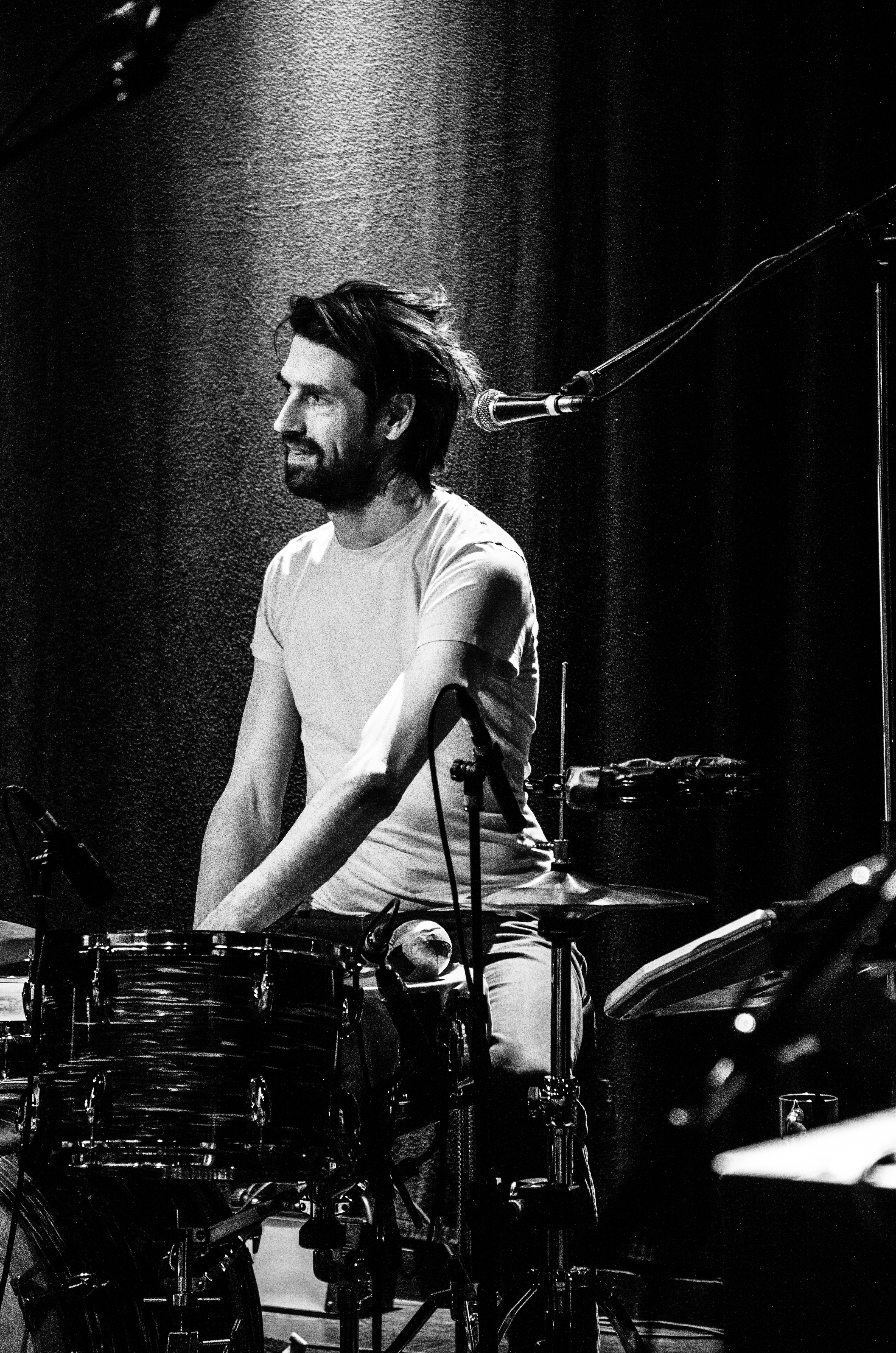
Max Schröder
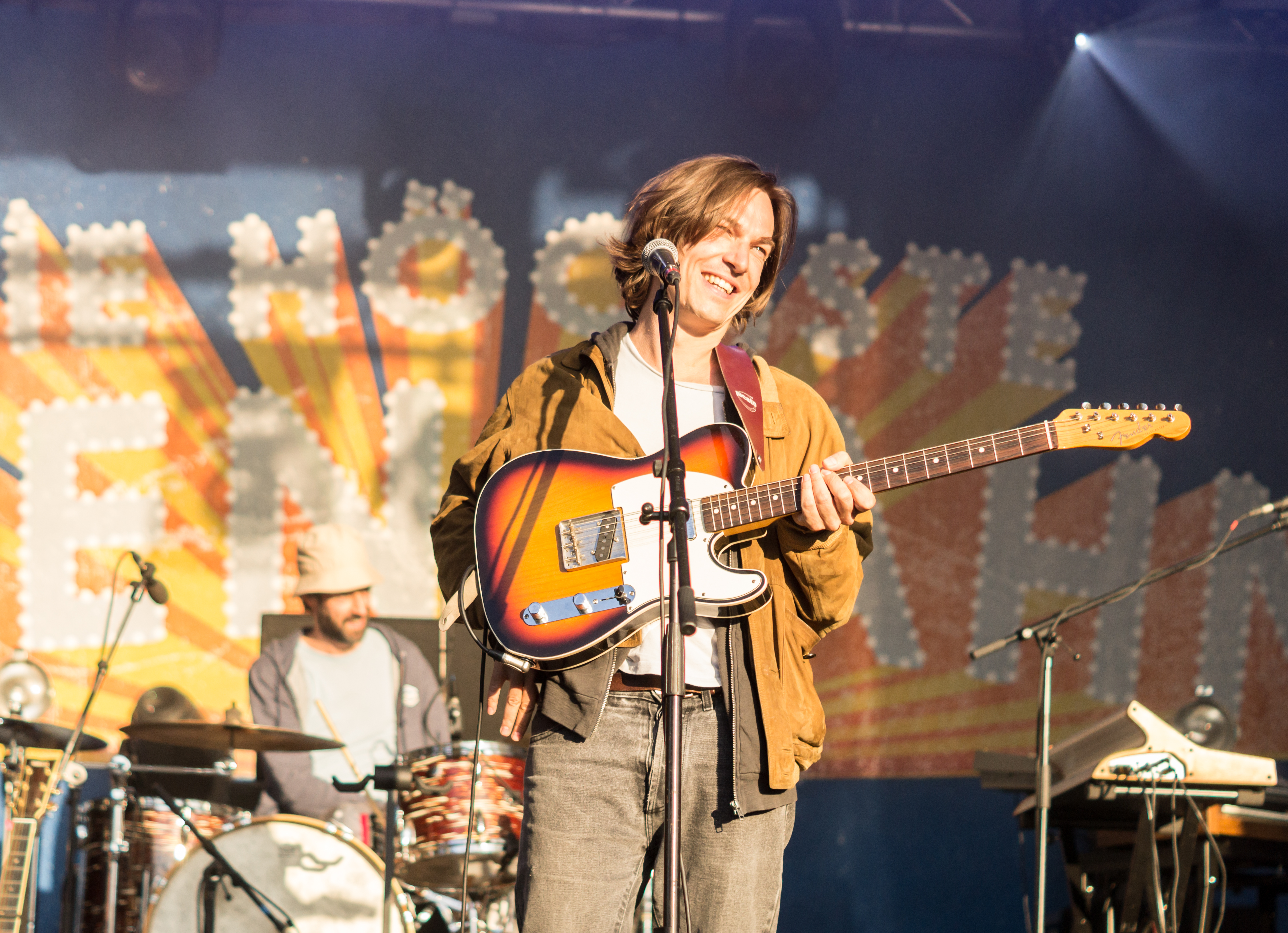
Moritz Krämer
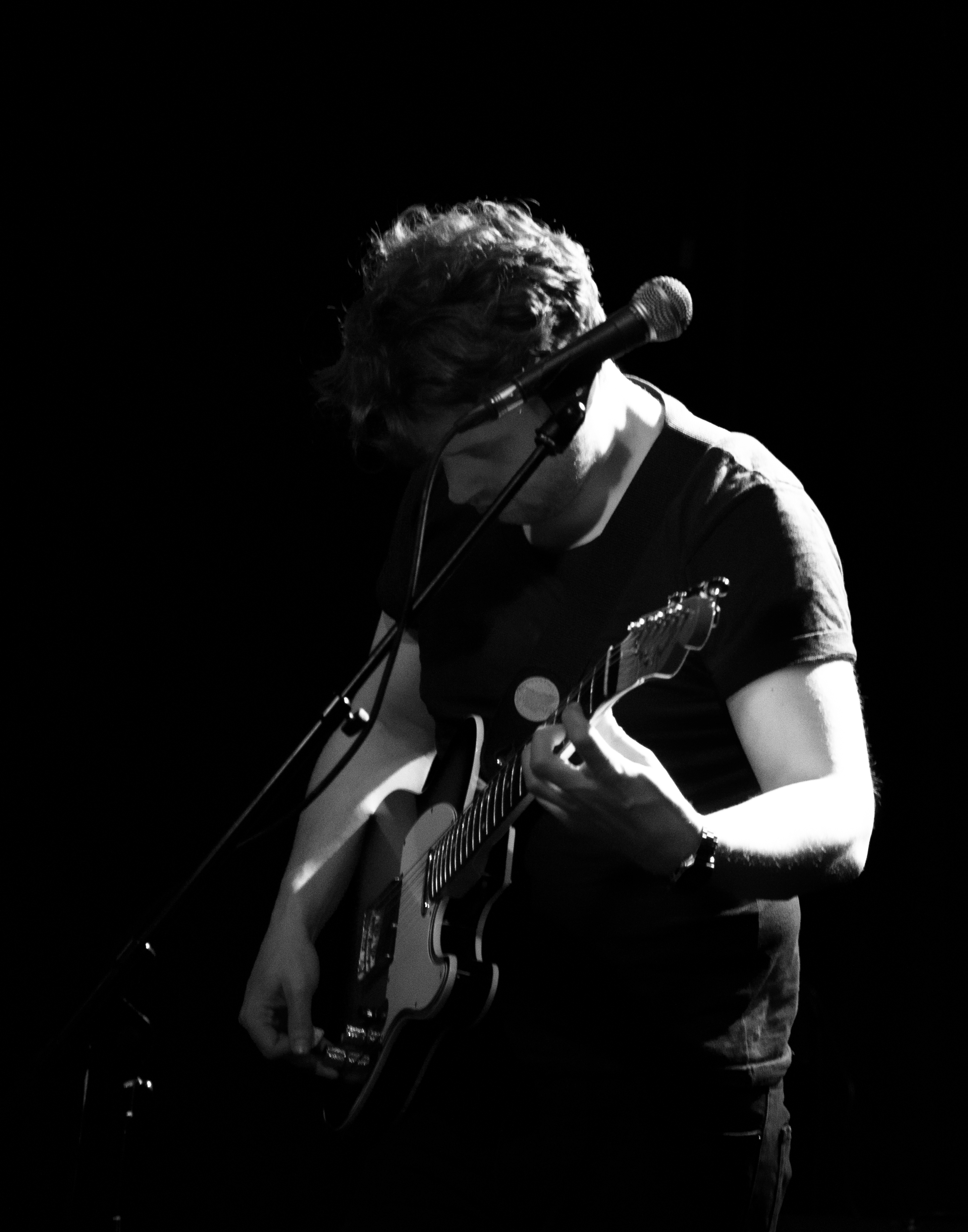
Felix Weigt

## Diskografie
Alben und EPs
- 2012: Unzufrieden (EP)
- 2013: Schau in den Lauf, Hase
- 2014: Raus aufs Land (EP)
- 2016: Wer bringt mich jetzt zu den Anderen
- 2019: Ich glaub dir alles
- 2020: StallWaldKirche EP

Singles
- 2016: Lisbeth
- 2016: Blume
- 2016: Gierig
- 2019: Job
- 2019: Aufregend und neu
- 2019: Zieh mich an
- 2019: Kinder der Angst
- 2019: Rote Luftballons
- 2025: Bürotage